# 艮峙站
艮峙站（：／ Ganchi yeok */?）是長項線沿線的一座鐵路車站，位於韓國忠清南道保寧市珠山面，舒川火力線曾由此站岔出，已於2021年關閉。

## 历史
- 1931年8月1日 - 落成使用。

## 相鄰車站
韓國鐵道公社
長項線
熊川－艮峙－板橋
舒川火力線
艮峙－元頭